# Rik Verbrugghe

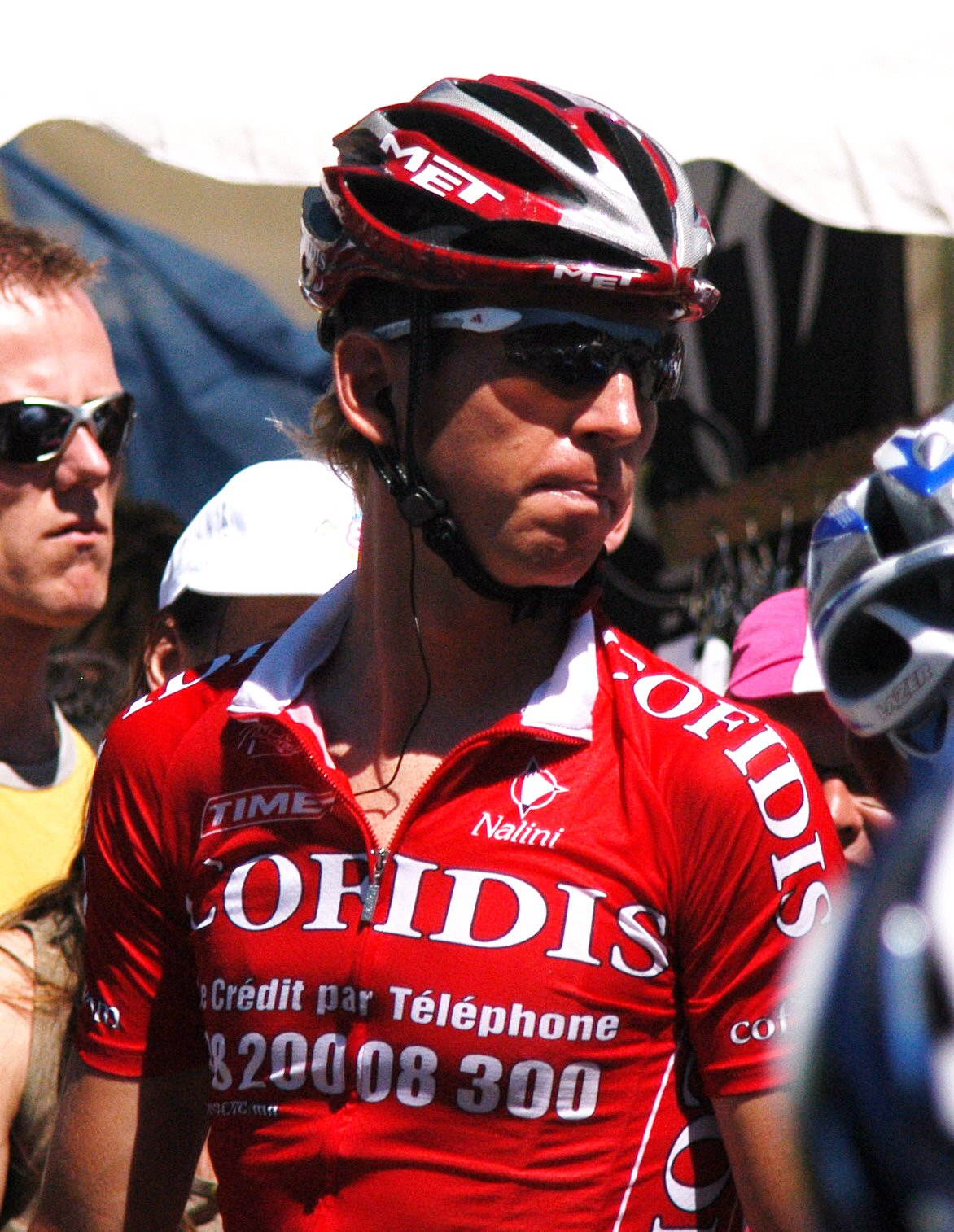
Rik Verbrugghe am Start der achten Etappe der Tour de France 2007 in Le Grand Bornand

Rik Verbrugghe (* 23. Juli 1974 in Tienen, Belgien) ist ein ehemaliger belgischer Radrennfahrer und späterer Sportlicher Leiter.
Rik Verbrugghe galt als Allrounder und Prologspezialist. So konnte er 2001 den Prolog des Giro d’Italia in Pescara und der Eneco Tour in Mechelen 2005 für sich entscheiden. Zu seinen größten Erfolgen zählten zwei Etappensiege beim Giro d’Italia und einer bei der Tour de France.
Nach sieben Jahren beim belgischen Radsportteam Lotto wechselte Verbrugghe 2005 für ein Jahr zur Mannschaft Quick Step. Ab 2006 fuhr er für die Équipe Cofidis. Ende der Saison 2008 beendete er seine Karriere.
Nach seiner Karriere als Aktiver wurde Verbrugghe 2012 Sportlicher Leiter zunächst beim BMC Racing Team.
Verbrugghe ist mit dem Radrennfahrer Greg Van Avermaet verschwägert.

## Erfolge
- Flèche Wallonne 2001
- Critérium International 2001
- Prolog Giro d’Italia 2001
- 15. Etappe Tour de France 2001
- 7. Etappe Giro d’Italia 2002
- Grand Prix Lugano 2005
- Prolog Eneco Tour 2005
- 7. Etappe Giro d’Italia 2006